# Doris claurina
Doris claurina is een slakkensoort uit de familie van de Dorididae. De wetenschappelijke naam van de soort werd voor het eerst geldig gepubliceerd in 1959 door Er. Marcus.